# Liste der Monuments historiques in Arnouville
Die Liste der Monuments historiques in Arnouville führt die Monuments historiques in der französischen Gemeinde Arnouville auf.

## Liste der Bauwerke
| Bezeichnung        | Beschreibung | Standort                                | Kennzeichnung | Schutzstatus | Datum | Bild           |
| ------------------ | ------------ | --------------------------------------- | ------------- | ------------ | ----- | -------------- |
| Schloss Arnouville |              | (Lage)                                  | PA95000006    | Inscrit      | 2000  | weitere Bilder |
| Kirche St-Denis    |              | Parvis Jean-Baptiste-de-Machault (Lage) | PA00079980    | Inscrit      | 1986  | weitere Bilder |
| Brunnen            |              | Place de la République (Lage)           | PA00079981    | Inscrit      | 1929  | weitere Bilder |

## Liste der Objekte
| Bezeichnung                                     | Beschreibung              | Standort                      | Kennzeichnung | Schutzstatus | Datum | Bild           |
| ----------------------------------------------- | ------------------------- | ----------------------------- | ------------- | ------------ | ----- | -------------- |
| Ölgemälde Saint Denis prêchant la foi en France | Ende des 18. Jahrhunderts | in der Kirche St-Denis (Lage) | PM95001585    | Inscrit      | 1996  | weitere Bilder |